# Minor Earth Major Sky
Para la canción del mismo nombre, véase Minor Earth Major Sky (canción)
Minor Earth | Major Sky es el trabajo de regreso de a-ha después de siete años de carreras solistas.
Fue lanzado el 14 de abril de 2000 en Noruega, el 17 de abril en Europa. El álbum también fue lanzado en Japón el 10 de mayo, en Brasil el 18 y en Canadá el día 30. El último lugar en ser lanzado fue en el Reino Unido el 5 de junio.
El álbum fue lanzado en CD y casete, pero no en vinilo. Minor Earth | Major Sky es el primer álbum de a-ha que no es lanzado en LP.
Con motivo del disco, a-ha en 2000 y 2001, llevó a cabo la gira Minor Earth Major Tour, la cual fue la gira de reunión de a-ha desde 1994.

## Recepción
Siete años sin un trabajo de a-ha se hicieron notar con Minor Earth | Major Sky y sus sencillos. El álbum logró unas ventas de 2.750.000 copias y recibió varios premios. Además "Velvet" hizo a a-ha ganadores de un Spellemannprisen en 2001. El sencillo Summer Moved On casi igualó al álbum en ventas con una cifra de 2.500.000 copias y logró convertirse en un tema de gran éxito en Europa.
Minor Earth | Major Sky y "Summer Moved On" son el álbum y sencillo más vendidos de a-ha desde su regreso en 1998. Las cifras más altas las mantienen el álbum Hunting High and Low y el sencillo "Take on Me" con unas ventas de 10 y 9 millones de copias, respectivamente.

## Temas
"Velvet" es una versión del sencillo Velvet del mismo nombre grabada por Savoy para su álbum Mary Is Coming de 1996.
| N.º   | Título                              | Escritor(es)                           | Duración |  |
| 1.    | «Minor Earth, Major Sky»            | Magne Furuholmen y Paul Waaktaar-Savoy | 5:24     |  |
| 2.    | «Little Black Heart»                | Magne Furuholmen y Paul Waaktaar-Savoy | 4:33     |  |
| 3.    | «Velvet»                            | Lauren Savoy y Paul Waaktaar-Savoy     | 4:19     |  |
| 4.    | «Summer Moved On»                   | Paul Waaktaar-Savoy                    | 4:39     |  |
| 5.    | «The Sun Never Shone that Day»      | Lauren Savoy y Paul Waaktaar-Savoy     | 4:39     |  |
| 6.    | «To Let You Win»                    | Morten Harket y Håvard Rem             | 4:23     |  |
| 7.    | «The Company Man»                   | Magne Furuholmen y Paul Waaktaar-Savoy | 3:14     |  |
| 8.    | «Thought that It Was You»           | Morten Harket y Ole Sverre Olsen       | 3:48     |  |
| 9.    | «I Wish I Cared»                    | Magne Furuholmen                       | 4:21     |  |
| 10.   | «Barely Hanging On»                 | Paul Waaktaar-Savoy                    | 3:54     |  |
| 11.   | «You'll Never Get Over Me»          | Paul Waaktaar-Savoy                    | 5:38     |  |
| 12.   | «I Won't Forget Her»                | Paul Waaktaar-Savoy                    | 4:43     |  |
| 13.   | «Mary Ellen Makes the Moment Count» | Paul Waaktaar-Savoy                    | 4:53     |  |
| 51:38 |                                     |                                        |          |  |

## Créditos

### Producción
- Todas las canciones publicadas por Warner Chappell.

- Producción: Boogieman y Roland Spremberg. Excepto: pista 8, producida por Kjetil Bjerkestrand; pista 12, producida por Boogieman; pista 13, producida por Paul Waaktaar-Savoy.
- Co-producido por: a-ha y Kjetil Bjerkestrand.
- Arreglos: a-ha.
- Mezclado por: Niven Garland, excepto pistas 4 y 6 mezcladas por Boogieman.
- Ingenieros: Jon Marius Aareskjold, Ulf Holand, jan Erik Konghaug.
- Operadores de herramientas: Jon Marius Aareskjold, Kjetil Bjerkestrand.

- Lugares de grabación: The Alabaster Room en Nueva York; Rainbow Studios y Lydlab Studios en Oslo; Boogiepark Studios en Hamburgo.
- Tiempo del proceso de grabación: 1998-2000.

### Músicos
- a-ha:
  - Morten Harket: vocales.
  - Magne Furuholmen: teclados.
  - Paul Waaktaar-Savoy: guitarras.

- Músicos:
  - Frode Unneland: batería (pistas 1, 7).
  - Sven Lindvall: bajo (pistas 2 y 13).
  - Simone (de D'Sound, cortesía de Virgin Records Norway AS): vocales (pista 3).
  - Per Lindvall: batería (pistas 3, 10 y 13).
  - Lauren Savoy: vocales (pista 11).
  - Per Hillestad: batería (pista 11).
  - Vertavo Quartet: secuenciador (pista 11).
  - Jøhun Bøgeberg: bajo (pista 11).

## Promoción
Además de los siguientes lanzamientos, en el 2000 y hasta 2001 a-ha emprendió la gira Minor Earth | Major Tour alrededor de Europa y en Japón.

### Sencillos
Se lanzaron un total de tres sencillos y uno solamente en las radios de Noruega y Alemania (The Sun Never Shone That Day). A estos cuatro lanzamientos se le sumó posteriormente Minor Earth | Major Box un box set que incluía los tres sencillos con numerosas remezclas e incluía además el sencillo que salió solamente en las radios.
- 2000: Summer Moved On.
- 2000: Minor Earth Major Sky.
- 2000: Velvet.
- 2000: The Sun Never Shone That Day.
- 2001: Minor Earth Major Box.

### Vídeos musicales
Se grabaron cuatro vídeos musicales. La mayoría se corresponden con un sencillo salvo "The Sun Never Shone That Day" que no tiene vídeo, en lugar se hizo uno para "I Wish I Cared". Se da la curiosidad que el video del tema Summer moved on se rodó en las playas de Conil de la Frontera (Cádiz).
- 2000: "Summer Moved On".
- 2000: "Minor Earth, Major Sky".
- 2000: "Velvet".
- 2000: "I Wish I Cared".

## Otros lanzamientos relacionados
En 2001 se lanzó el DVD Homecoming: Live At Vallhall, en directo desde el estadio de fútbol Vallhall el 24 de marzo de 2001.